# Сузана Герра
Суза́на Ге́рра (порт. Susana Guerra), також відома як Сузі (порт. Suzy; нар. 24 січня 1980 року, Фігейра-да-Фош, Португалія) — португальська співачка. Представляла Португалію на пісенному конкурсі Євробачення у Копенгагені, Данія, з піснею «Quero ser tua» у першому півфіналі, однак до фіналу не вийшла.